# Aladdín (película de 2019)
 Aladdín (o Aladdin) es una película musical de aventura y fantasía romántica estadounidense de 2019 dirigida por Guy Ritchie, basada en un guion escrito por John August, Ritchie y Vanessa Taylor, y coproducida por Walt Disney Pictures, Lin Pictures y Marc Platt Productions. Es una adaptación de acción real de la película animada homónima de 1992 de Disney, la cual a su vez está basada en el cuento de hadas árabe del mismo nombre de Las mil y una noches y en la película El ladrón de Bagdad (1940). La cinta está protagonizada por Will Smith, Mena Massoud, Naomi Scott, Marwan Kenzari, Navid Negahban, Nasim Pedrad, Billy Magnussen y Numan Acar. Fue estrenada en Estados Unidos el 24 de mayo de 2019.

## Argumento
En un barco pesquero, un pescador decide contarle a sus hijos la historia de "Aladdín, la princesa Jasmín y la lámpara mágica" mientras viajan hacia el reino de Agrabah.
Aladdín (Mena Massoud) es un joven ladrón de buen corazón que vive en la ciudad árabe de Agrabah junto a su mono acompañante Abu. Un día rescata y se hace amigo de la princesa Jasmín (Naomi Scott), quien se escabulló del palacio para explorar la ciudad, cansada de su vida sobre-protegida. Mientras tanto, el Gran Visir, Jafar (Marwan Kenzari), planea derrocar al padre de Jasmín (Navid Negahban) como el Sultán. Él y su guacamayo rojo mascota, Iago, llegan a la legendaria Cueva de las Maravillas, buscando una mágica lámpara de aceite escondida en este lugar, que le concederá sus deseos. Sin embargo, la cueva advierte que sólo una persona es digna de entrar: la persona que tenga el corazón puro como un "diamante en bruto", y Jafar decide que esa persona que cumple tal requisito es Aladdín. Al caer la noche mientras intentaba devolverle a Jasmín un brazalete de oro que perteneció a la madre de ésta, Aladdín rápidamente es capturado por los guardias y enviado al calabozo, y posteriormente, es enviado al desierto a reunirse con Jafar, quien lo convence para que recupere la lámpara. Es así cuando se descubre que Jafar no se equivoca, pues la Cueva de las Maravillas considera a Aladdín como el diamante en bruto que andaba buscando; antes de entrar, la cueva advierte al muchacho que verá muchos tesoros, oro y joyas preciosas, pero que sólo puede coger la lámpara mágica. Dentro de la cueva, Aladdín encuentra una alfombra mágica y obtiene la lámpara. Se la entrega a Jafar, quien lo traiciona y lo arroja de nuevo a la cueva, aunque Abu se las arregla para robarle la lámpara justo a tiempo.
Atrapado en la cueva, Aladdín frota la lámpara para limpiar un poco el polvo que le cayo encima y termina invocando de forma accidental y sin querer al Genio (Will Smith) de la lámpara, un poderoso ser omnipotente que posee distintas habilidades mágicas, donde también el Genio le explica que como Aladdín fue quien lo invoco de su lámpara después de mucho tiempo encerrado en ella, este tiene el poder de concederle solo tres deseos que el quiera, sin embargo también dichos deseos tienen ciertas limitaciones y restricciones, entre ellas: no puede hacer que alguien se enamore de una persona y tampoco puede resucitar a los muertos. Posteriormente, Aladdín con la ayuda de su mono Abu, consiguen engañar al Genio para que este último los ayude a salir de la Cueva de las Maravillas sin gastar ninguno de los tres deseos disponibles. Después de salir de la cueva, Aladdín usa como su primer deseo oficial el convertirse en un príncipe para impresionar a la princesa Jasmín y al mismo tiempo promete usar su tercer y último deseo para liberar al Genio de la servidumbre de su lámpara.
Aladdín ingresa a Agrabah como el "Príncipe Ali de Ababwa", que llega en un espectáculo extravagante (incluido Abu, a quien el Genio ha transformado en un elefante), pero Jasmín no queda impresionada, creyéndose que es un pretendiente más. Los dos últimos se reúnen cuando Aladdín la lleva a dar un paseo en la alfombra mágica para mostrarle el mundo que quiere ver, mientras el Genio sale con la doncella de Jasmín, Dalia (Nasim Pedrad). Cuando Jasmín deduce la verdadera identidad de Aladdín, éste la convence de que en realidad es un príncipe y solo se viste como un campesino para conocer de ante mano a los ciudadanos. Jafar, descubre la identidad de Aladdín y lo arroja al mar, pero el Genio lo rescata de quedar ahogado en el fondo del océano sacrificando el segundo deseo de este. Ellos exponen a Jafar, quien es arrestado. Después de que el sultán le ofrece a Aladdín la posición de heredero, Aladdín, temiendo perder a Jasmín si revela la verdad, dice que necesita al Genio con él ahora y se niega a liberarlo, pero el Genio le menciona a Aladdín que no está siendo fiel consigo mismo, sino que esta dejando que su hambre de poder nublen su juicio.
Iago ayuda a liberar a Jafar y él le roba la lámpara mágica a Aladdín y se convierte en el nuevo maestro del Genio. Utilizando sus dos primeros deseos, Jafar se convierte en Sultán y luego en el hechicero más poderoso del mundo, atrapando a los guardias y al tigre mascota de Jasmín, Rajah. Luego expone la verdad de Aladdín a Jasmín, para después exiliarlo a él y a Abu a un desierto congelado. Con Aladdín fuera del camino, Jafar amenaza con matar al padre de Jasmín a menos que ella acepte casarse con él, pero sin ninguna otra alternativa, Jasmín acepta con la condición que liberen a su padre. En la ceremonia, Aladdín y Abu consiguen regresar a Agrabah después de haber sido rescatados por la alfombra mágica, al mismo tiempo que Jasmín consigue robarle a Jafar la lámpara. Furioso, Jafar transforma a Iago en un ruc para perseguirlos y los consigue atrapar y recuperar la lámpara una vez más.
Con casi toda la esperanza perdida, Aladdín comienza a burlarse de Jafar solo por ser el segundo en poder ser después del Genio, ante tal situación, Aladdín consigue engañarlo para que Jafar sin saber su verdaderas intenciones use su último deseo para convertirse en el Genio más poderoso del universo. Sin embargo y debido a la gran ambigüedad del deseo, el Genio es libre de interpretarlo cuando lo desee y convierte a Jafar en un Genio. Cuando el deseo se cumple, Jafar se jacta de ser ahora el Genio más poderoso del universo, pero al darse cuenta de que los Genios no son seres libres como él creía, ahora está condenado a permanecer encerrado en una lámpara sin un maestro y Jafar se queda atrapado adentro de su lámpara mágica, arrastrando a Iago con él, para que el Genio tome la lámpara de Jafar y la destierre hacia la Cueva de las Maravillas, de donde nunca podrá volver a salir. Con la amenaza terminada, Aladdín cumple su promesa y utiliza su último deseo para liberar al Genio de su lámpara y convertirlo en humano, por otro lado, el sultán declara que Jasmín será la próxima gobernante y le dice que Aladdín es una buena persona y Jasmín se reúne con él dándole un beso de amor verdadero.
Mientras tanto, el Genio se casa con Dalia y se va a explorar el mundo con ella, revelando su identidad como el hombre del inicio de la historia.

## Reparto
- Will Smith como el Genio:[2] un gracioso Djinn, que tiene el poder omnipotente para conceder tres deseos a cualquiera que posea su lámpara mágica.
- Mena Massoud como Aladdin:[2] un ladrón de la ficticia ciudad de Agrabah que cae enamorado de la princesa Jasmín, la hija del Sultán.
- Naomi Scott como la Princesa Jasmín:[2] la hija del Sultán y la princesa de Agrabah que quiere decidir por ella misma como vivir su vida.
- Marwan Kenzari como Jafar:[3] el visir real del sultán árabe y que en realidad es un malvado hechicero sediento de poder que pretende ocupar el trono de Agrabah.
- Navid Negahban como el Sultán, el monarca de Agrabah y el padre de la princesa Jasmín.
- Nasim Pedrad como Dalia: la sirvienta de la princesa Jasmín y posteriormente esposa del Genio.
- Numan Acar como Hakim: jefe de la guardia del Sultán.
- Billy Magnussen como Príncipe Anders: un joven príncipe disminuido de un reino en Europa del Este y pretendiente de la princesa Jasmín.
- Alan Tudyk como la voz de Iago: el loro de Jafar.
- Frank Welker como la voz de Rajah, el tigre de la princesa Jasmín; Abú, el mono ratero amigo de Aladdín; y la Cueva de las Maravillas.

## Modificaciones en el guion
Si bien es cierto que la idea original de Aladdín parte del deseo de adaptar la conocida historia árabe de Las mil y una noches que contenía la historia de Aladino y la lámpara maravillosa para convertirla en una película animada, fue en 1988 que Howard Ashman sugirió a Disney hacer esta adaptación junto al compositor Alan Menken. Sin embargo, el remake en acción real introduce varios cambios, adaptándolo a situaciones y acciones que tengan relación con la sociedad presente al momento de realizar la cinta. Los cambios más relevantes radican en la princesa Jasmín y el Genio; esto no quiere decir que el desenlace y el desarrollo sean diferentes, simplemente son cambios clave respecto a la original.
Por un lado, en la versión animada, Jasmín ya es una princesa inteligente e independiente, y en el remake es presentada como una mujer libre y empoderada, por ello no se percibe una sexualización de su personaje. En la película original se puede notar justo en la escena cuando Jasmín debe distraer a Jafar para que Aladdin consiga tomar la lámpara, en ese momento la princesa recurre a usar herramientas como la seducción, poses sexys y frases melosas a Jafar, e incluso lo besa. Todo esto es eliminado en la versión de 2019, incluyendo una decisión más apropiada y acorde a la actualidad.
Por otro lado, el Genio también es protagonista de una modificación en el final de esta nueva versión. La película empieza con alguien contando la historia de Aladdín y la lámpara mágica. Esta persona que lo cuenta es un mercader misterioso en la versión original, que, posteriormente no se vuelve a saber nada de él, pero en el remake se opta por mostrar el final del Genio y así darle un buen sentido a la escena inicial luego de que Aladdín libere al Genio de la lámpara.

## Rodaje
El rodaje comenzó el 6 de septiembre de 2017 en Longcross Film Studios en Surrey, Inglaterra, y terminó el 24 de enero de 2018. Parte de la película fue filmada en el desierto de Wadi Rum, Jordania. La Royal Film Commission brindó apoyo a la producción durante el rodaje y ayudó a facilitar la logística. Las regrabaciones tuvieron lugar durante agosto de 2018. Los sets de producción de la película fueron diseñados por la diseñadora de producción Gemma Jackson, más reconocida por su trabajo en la serie Game of Thrones.
En enero de 2018, se informó que a los extras blancos se les estaba aplicando maquillaje marrón durante la filmación para "mezclarse", lo que causó una protesta y condena entre los fanáticos y los críticos, calificando la práctica como "un insulto para toda la industria", mientras se acusaba a los productores de no reclutar personas con herencia del Medio Oriente o África del Norte. Disney respondió a la controversia diciendo: "La diversidad de nuestros actores e intérpretes era un requisito y solo en un puñado de casos cuando se trataba de habilidades especializadas, seguridad y control (equipos de efectos especiales, especialistas en acrobacias y manejo de animales) fue hecha para mezclarse".
La secuencia musical del "Príncipe Ali" contó con 1000 bailarines y extras.

## Lanzamiento
Aladdín fue estrenada en 3D por Walt Disney Studios Motion Pictures el 24 de mayo de 2019, reemplazando la fecha original puesta para Star Wars: Episodio IX - El ascenso de Skywalker. El 11 de octubre de 2018 se lanzó el primer teaser trailer.

## Publicidad
Will Smith mostró el primer póster oficial el 10 de octubre de 2018. El avance fue lanzado al día siguiente. En diciembre de 2018, Entertainment Weekly ofreció un primer vistazo oficial al elenco disfrazado en la portada de su número para las películas más esperadas de 2019. El 10 de febrero de 2019, Disney estrenó un adelanto especial de la película durante la 61.ª Entrega Anual de los Premios Grammy, que recibió comentarios en gran parte negativos del público, principalmente debido a la calidad del CGI del Genio en su diseño azul, creado a través de la captura de movimiento. La recepción negativa provocó una gran cantidad de memes y ediciones de Photoshop burlándose de la aparición de Will Smith en el adelanto, varios de los cuales lo compararon con el personaje de Tobias Fünke de la serie Arrested Development pintado de azul en un intento de unirse al Blue Man Group. El 12 de marzo de 2019, Disney estrenó un segundo avance en Good Morning America. El tráiler tuvo una recepción mucho más positiva que el anterior, ya que presentaba varias canciones de la película original y más de Smith, no del todo en captura de movimiento. Sus escenas CGI también recibieron mejores críticas.

## Recepción
Aladdín recibió reseñas mixtas de parte de la crítica y positivas de parte de la audiencia. En el sitio web especializado Rotten Tomatoes la película posee una aprobación de 57%, basada en 383 reseñas, con una calificación de 5.9/10 y con un consenso crítico que dice: "Aladdín vuelve a contar la historia de su fuente clásica con suficiente espectáculo y habilidad, incluso si nunca se acerca al deslumbrante esplendor del original animado". De parte de la audiencia tiene una aprobación de 89%, basada en 57.429 votos, con una calificación de 4.4/5.
El sitio web Metacritic le dio a la película una puntuación de 53 de 100, basada en 50 reseñas, indicando "reseñas mixtas". Las audiencias encuestadas por CinemaScore le otorgaron a la película una "A" en una escala de A+ a F, mientras que en el sitio IMDb los usuarios le asignaron una calificación de 6.9/10, sobre la base de 266 192 votos. En la página web FilmAffinity la cinta tiene una calificación de 6.2/10, basada en 23 594 votos.
A pesar de elogiar al elenco, William Bibbiani de TheWrap dijo sobre la película: "Si no lo piensas demasiado (aunque probablemente deberías), la nueva versión de Aladdin podría entretenerte. Pero estarías muchísimo más entretenido viendo la película original nuevamente, o yendo a un desfile de la vida real, o haciendo un poco de jardinería ligera o haciendo un crucigrama". Chris Nashawaty de Entertainment Weekly le dio a la película una calificación C+, lamentando que no agregó nada nuevo a su predecesor animado de 1992; él sentía que la película no podía actualizar las caracterizaciones cuestionables del Medio Oriente vistas en la película original, pero a pesar de todo elogió las actuaciones de Smith y Scott. Mark Kennedy, de Associated Press, escribió que "Guy Ritchie... siempre fue una elección extraña para dirigir un gran musical romántico de Disney y demuestra que es el tipo equivocado aquí. Aladdin, en sus manos, se parece más a The Mummy que a Frozen".

## Premios y nominaciones
| Año  | Ceremonia                                | Categoría                                                                            | Nominados                                                                | Resultado | Ref    |
| ---- | ---------------------------------------- | ------------------------------------------------------------------------------------ | ------------------------------------------------------------------------ | --------- | ------ |
| 2019 | Teen Choice Awards                       | Mejor película de fantasía                                                           | Aladdín                                                                  | Ganadora  | [ 13 ] |
| 2019 | Teen Choice Awards                       | Mejor actor en película de fantasía                                                  | Will Smith                                                               | Ganador   | [ 13 ] |
| 2019 | Teen Choice Awards                       | Mejor actor en película de fantasía                                                  | Mena Massoud                                                             | Nominado  | [ 13 ] |
| 2019 | Teen Choice Awards                       | Mejor actriz de película de fantasía                                                 | Naomi Scott                                                              | Ganadora  | [ 13 ] |
| 2019 | Teen Choice Awards                       | Mejor villano                                                                        | Marwan Kenzari                                                           | Nominado  | [ 13 ] |
| 2019 | Teen Choice Awards                       | Mejor canción en una película                                                        | Un mundo ideal                                                           | Ganadora  | [ 13 ] |
| 2019 | Premios Saturn                           | Mejor película de fantasía                                                           | Aladdín                                                                  | Nominada  | [ 14 ] |
| 2019 | Premios Saturn                           | Mejor actor de reparto                                                               | Will Smith                                                               | Nominado  | [ 14 ] |
| 2019 | Premios Saturn                           | Mejor actriz de reparto                                                              | Naomi Scott                                                              | Nominada  | [ 14 ] |
| 2019 | Premios Saturn                           | Mejor director                                                                       | Guy Ritchie                                                              | Nominado  | [ 14 ] |
| 2019 | Premios Saturn                           | Mejor diseño de producción                                                           | Gemma Jackson                                                            | Nominada  | [ 14 ] |
| 2019 | Premios Saturn                           | Mejor edición                                                                        | James Herbert                                                            | Nominado  | [ 14 ] |
| 2019 | Premios Saturn                           | Mejor música                                                                         | Alan Menken                                                              | Nominado  | [ 14 ] |
| 2019 | Premios Saturn                           | Mejor diseño de vestuario                                                            | Michael Wilkinson                                                        | Ganador   | [ 14 ] |
| 2019 | Premios Saturn                           | Mejores efectos especiales                                                           | Aladdín                                                                  | Nominado  | [ 14 ] |
| 2019 | Peples Choice Awards                     | Mejor película familiar de 2019                                                      | Aladdín                                                                  | Ganadora  | [ 15 ] |
| 2019 | Peples Choice Awards                     | Mejor estrella masculina de cine de 2019                                             | Will Smith                                                               | Nominado  | [ 15 ] |
| 2019 | Hollywood Music in Media Awards          | Mejor canción original                                                               | Speechless                                                               | Nominada  | [ 16 ] |
| 2019 | National Film & TV Awards                | Mejor actor                                                                          | Mena Massoud                                                             | Nominado  | [ 17 ] |
| 2019 | National Film & TV Awards                | Mejor actor                                                                          | Will Smith                                                               | Nominado  | [ 17 ] |
| 2019 | National Film & TV Awards                | Mejor revelación                                                                     | Mena Massoud                                                             | Nominado  | [ 17 ] |
| 2019 | National Film & TV Awards                | Mejor actriz                                                                         | Naomi Scott                                                              | Nominada  | [ 17 ] |
| 2019 | National Film & TV Awards                | Mejor actriz de reparto                                                              | Naomi Scott                                                              |           | [ 17 ] |
| 2019 | National Film & TV Awards                | Mejor director                                                                       | Guy Ritchie                                                              | Nominado  | [ 17 ] |
| 2020 | Asociación de Críticos de cine de Austin | Mejor captura de movimiento                                                          | Will Smith                                                               | Nominado  | [ 18 ] |
| 2020 | Premios de la Crítica Cinematográfica    | Mejor canción                                                                        | Speechless                                                               | Nominada  | [ 19 ] |
| 2020 | Costume Designers Guild Awards           | Excelencia en Película de Fantasía                                                   | Michael Wilkinson                                                        | Nominada  | [ 20 ] |
| 2020 | Visual Effects Society Awards            | Entorno creado excepcional en una función fotorrealista                              | Daniel Schmid, Falk Boje, Stanislaw Marek, Kevin George por Agrabah      | Nominados | [ 21 ] |
| 2020 | Visual Effects Society Awards            | Efectos especiales (prácticos) sobresalientes en un proyecto fotorrealista o animado | Mark Holt, Jay Mallet, Will Wyatt, Dickon Mitchell por "Alfombra mágica" | Nominados | [ 21 ] |
| 2020 | Art Directors Guild Awards               | Excelencia en el diseño de producción para una película de fantasía                  | Gemma Jackson                                                            | Nominada  | [ 22 ] |
| 2020 | Premios Golden Raspberry                 | Premio Razzie Redeemer                                                               | Will Smith                                                               | Nominado  | [ 23 ] |
| 2020 | Billboard Music Awards                   | Premio Billboard de la Música                                                        | Aladdín                                                                  | Nominada  | [ 24 ] |